# Philotarsus
Philotarsus — род сеноедов из семейства Philotarsidae.

## Описание
Жилки передних крыльев не пунктированы тёмными пятнами. Эпипрокт самца удлинённо-овальный, в основании сужен; поля трихоботрий узкие. Медиальная лопасть генитальной пластинки самки удлинённая; наружные створки яйцеклада удлинённо-овальные.

## Систематика
В составе рода:
- Philotarsus fraternus
- Philotarsus kwakiutl
- Philotarsus parviceps
- Philotarsus picicornis
- Philotarsus sinensis
- Philotarsus thorntoni
- Philotarsus zangdaicus
- Philotarsus zangxiaoicus